# Simoent
El  Símois (del grec Σιμόεις), Simoent (de l'acusatiu Σιμόεντα) o Simunt (forma contracta de l'anterior: Σιμοῦντα) era el nom que tenia a l'antiga Grècia l'actual riu Dümruk Su de Turquia.
Té la seva font en el Mont Ida i s'uneix al Riu Escamandre a la plana de Troia. Com tots els rius, Hesíode el considera un déu-riu, i el fa fill d'Oceà i de Tetis. És citat nombroses vegades a la Ilíada per Homer. El déu-riu Escamandre el crida perquè l'ajudi a rebutjar Aquil·les i es pugui detenir la mort dels troians.
Apol·lodor li atribueix dues filles, Astíoque i Hieromneme. La primera és l'esposa d'Erictoni i la mare de Tros. Hieromneme, casada amb Assàrac, va ser la mare de Capis.
Apareix també en el poema  Le Cygne  de Charles Baudelaire.